# 北米聖公会
北米聖公会（The Anglican Church in North America (ACNA)）は、2009年に米国聖公会およびカナダ聖公会との神学的・道徳的対立を受けて設立された独立聖公会である。特に女性の聖職按手や同性婚の祝福が対立の主要な原因となった。
カンタベリー大主教ジャスティン・ウェルビーは2014年に、ACNAは「聖公会の正式な管区ではなく、エキュメニカル・パートナーである」との見解を示しているが、ACNAはナイジェリアやウガンダ、ルワンダなどグローバルサウスの聖公会から正統派の代表として認識されている。